# Мич Николс
Мич Николс (1. мај 1989) аустралијски је фудбалер.

## Репрезентација
За репрезентацију Аустралије дебитовао је 2009. године. За национални тим одиграо је 5 утакмица.

## Статистика
| Аустралија | Аустралија | Аустралија |
| Год.       | Ута.       | Гол.       |
| ---------- | ---------- | ---------- |
| 2009       | 1          | 0          |
| 2010       | 0          | 0          |
| 2011       | 0          | 0          |
| 2012       | 0          | 0          |
| 2013       | 3          | 0          |
| 2014       | 1          | 0          |
| Укупно     | 5          | 0          |